# 西城镇 (尤溪县)
西城镇，是中华人民共和国福建省三明市尤溪县下辖的一个乡镇级行政单位。

## 行政区划
西城镇下辖以下地区：
城西社区、团结村、光林村、解建村、联建村、上源村、七尺村、和平村、郑庄村、新联村、玉池村、后洋村、东村、湆头村、山连村、麻洋村、北宅村、新坑村、秀村、文峰村、凤元村、三山村和西城新村。